# Загаєвич Василь Дмитрович
Загаєвич Василь Дмитрович (2 квітня 1866, Яворів — 10 серпня 1948, Вовчухи) — український письменник, просвітник, священник УГКЦ.

## Життєпис
Народився в місті Яворові в родині збіднілої шляхти (за іншими даними — міщан). Батьки — Дмитро та Текля Загаєвич.
Хрестив Василя Загаєвича отець Йосиф Лозинський, автор «Руського весілля», однієї з перших граматик української мови, один з тих, через якого почалась у Галичині «азбучна війна», до якої були втягнуті майже всі інтелектуальні сили українців Галичини.
1893 року Василь Загаєвич став студентом теологічного факультету Львівського університету, а також вихованцем Львівської духовної греко-католицької семінарії. Університет та семінарію він закінчив 1893 року і в цьому ж році після одруження був висвячений у священничий стан. Першим місцем його душпастирства було село Кунин, що неподалік відомого монастиря в Крехові.
1895 року його скерували на роботу в село Стібно (Стубно), що у Перемишльському окрузі. У 1896 році Перемиська єпархія скеровує Василя Загаєвича працювати священником у село Кобильниця Руська Яворівського повіту, а в 1897 році — в село Порудно цього ж повіту. Наступного 1898 року Василь Загаєвич став парохом церкви Св. Юрія в селі Вовчухи Городоцького повіту на Львівщині, де пропрацював до самої смерті. Брав активну участь у громадському житті, був одним із керівників Городоцької філії Товариства «Просвіта». Був заарештований австрійською владою у 1914 році та перебував у концтаборі Талергоф. Поміщений у 1 «український список» під № 25. Звільнений 10.11.1914.
Помер 10 серпня 1948 року у с. Вовчухи. За свідченнями рідних, був убитий червоноармійськими мародерами, які видавали себе за бандерівців.

## Дружба з Іваном Франком

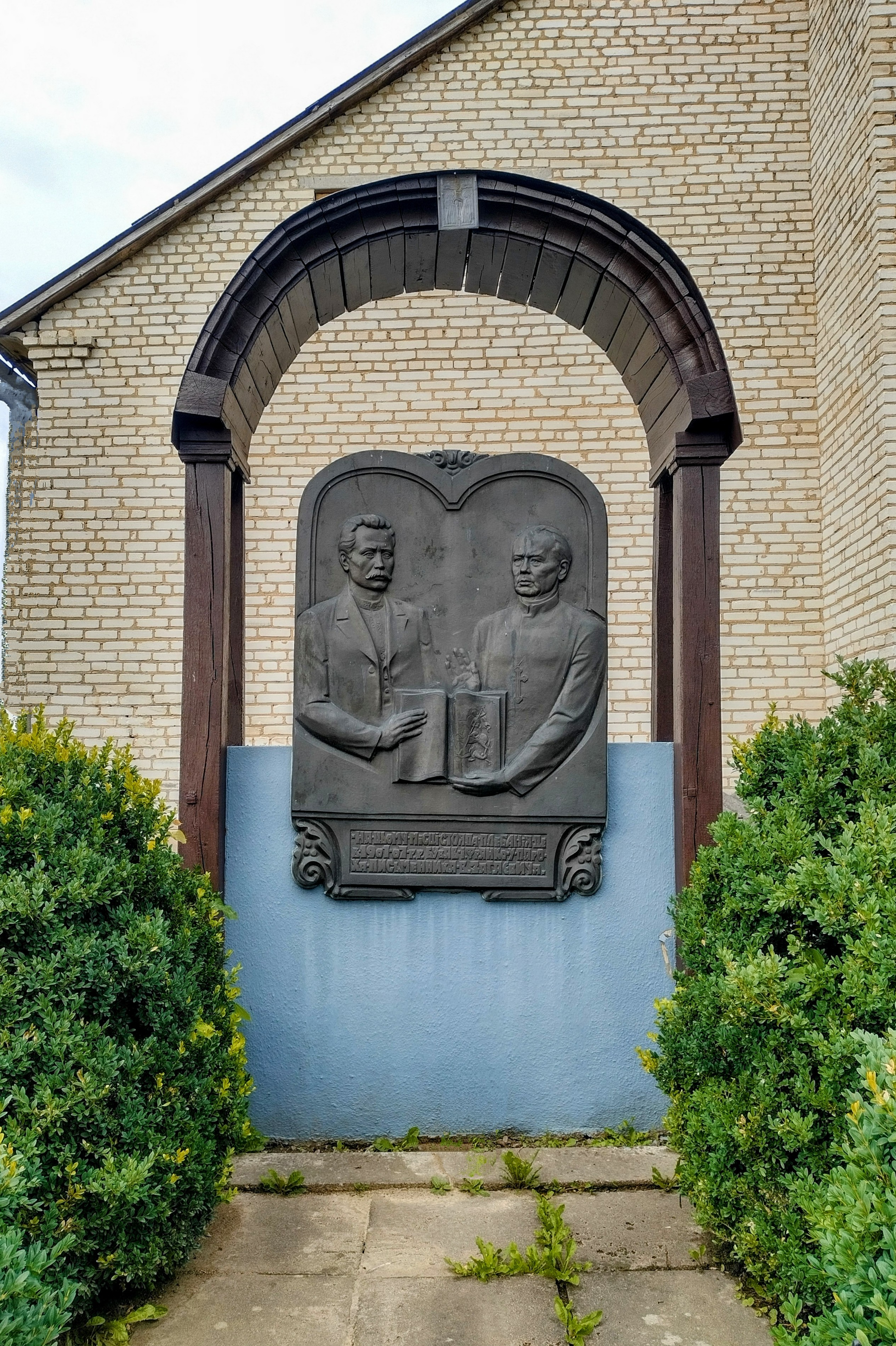
Меморіальна стела Івану Франку та Василю Загаєвичу в центрі с. Вовчухи

Близький соратник Івана Франка, котрий неодноразово відвідував отця Василя, вів із ним активне листування. Під час служіння отця Василя в Кунині, до нього часто навідувався Іван Франко, якого цікавила бібліотека Крехівського монастиря. Франко через шановного отця мав доступ до монастирської бібліотеки, де, як виявилось, зберігались дуже цікаві стародруки та невідомі твори Івана Вишенського. На літо в гості до о. Загаєвича приїздила відпочивати з дітьми й дружина Івана Франка Ольга.
У подальшому, дружба отця Василя із Франком тривала. На Зелені свята 1901 року у с. Вовчухи в гості до Василя Загаєвича приїздив Іван Франко. Так склалось, що через хворобу місцевого дяка, нікому було читати «Діяння апостолів» перед читанням священником основного Євангелія, а тому на прохання Василя Загаєвича його функції виконував Іван Франко. Сьогодні про цю подію нагадує меморіальна стела роботи скульптора М. Дмитріва, яка була відкрита в селі 14 листопада 1993 року. З села Вовчухи Іван Франко вивіз цілу низку старих документів та стародруків, про що повідомив у пресі. За сприяння отця Василя було написано поему І. Франка «Мойсей».

## Творчість
Письменник, автор ряду літературних творів просвятницького та національно-патріотичного характеру. Його книжка «Як дбаєш, так маєш!», що вийшла накладом «Просвіти» у 1895 році, увійшла до списку обов'язкових книжок, які повинна була мати кожна читальня. Не пройшли незауваженими й оповідання Василя Загаєвича з селянського життя, які публікувались у часописах. Цього ж 1895 року газета «Діло» у своєму № 26 опублікувала його оповідання «Політик», а наступного року ця ж газета опублікувала його оповідання «Завідатель» (№ 207) та «Опікун здоров'я» (№ 253). 1901 року «Літературно-науковий вісник» опублікував оповідання Василя Загаєвича «Легка смерть», а 1905 року — оповідання «Місяць». Широкого розголосу дістало оповідання «Опікун здоров'я», що друкувалось у декількох номерах «Буковинських відомостей» за 1897 рік. Роком раніше оповідання «Завідатель» опублікувало «Діло». Все це давало можливість Іванові Франку віднести Василя Загаєвича до нових сил в літературі, про що він написав у своїй статті «Южнорусская литература» для словника Брокгауза та Єфрона.
Василь Загаєвич так і не відважився видати окремою книжкою свої оповідання, розсіяні по різних часописах. Вперше твори Василя Загаєвича вийшли у 2001 році у видавництві «Каменяр».
У 1956 році в 20-му томі двадцятитомного видання творів Івана Франка вперше були опубліковані листи Івана Франка до Василя Загаєвича. У фонді Івана Франка, що у відділі рукописів та текстології Інституту літератури ім. Т. Шевченка зберігається 4 листи Василя Загаєвича до Івана Франка.